# Bártolo de Sassoferrato
Bártolo de Saxoferrato o de Sassoferrato (en italiano: Bartolo da Sassoferrato, en latín: Bartolus a Saxoferrato; Saxoferrato, 1313–Perusa, 13 de julio de 1357) fue un jurista, profesor de derecho, especialista en derecho romano, filósofo y teólogo italiano. Bártolo fue un discípulo de Raniero Arsendi y de Cino de Pistoya, así como uno de los juristas más ilustres de la Europa continental del siglo XIV y el máximo exponente de esa escuela de derecho que se definía como la «escuela de los comentaristas». La veneración de las generaciones posteriores de estudiantes de derecho queda demostrada por el dicho popular: «Nemo bonus iurista nisi sit bartolista» (‘Quien no es bartolista, no puede ser un buen jurista’; es decir, un seguidor de Bártolo).
Sassoferrato indica su lugar de nacimiento y no su apellido, aunque es el primer jurista que reintrodujo el uso del nomen gentilicium en el derecho.

## Biografía
Considerado uno de los juristas más importantes de todos los tiempos, Bártolo nació en 1314 en Rave di Venatura, un pueblo del territorio de Sassoferrato, en la región de las Marcas, donde aún se conserva su casa, restaurada al estilo antiguo, que cuenta con una gran placa conmemorativa en honor a Bártolo. Al notar su gran inteligencia, a la edad de diez años sus padres lo enviaron al convento de San Francisco en Sassoferrato, donde tuvo como maestro al fraile menor Pedro de Asís, quien más tarde sería Bártolo en Perusa, durante sus lecciones en el comentario a la ley Quidam cum filio (132, D. 45, I) lo recordaría con agradecida emoción. El fraile Pedro de Asís viajó más tarde a Venecia, donde fundó el Santa María de la Piedad, un hogar para acoger a niños abandonados, que todavía existe, cerca de San Marcos.
A los catorce años, Bártolo se trasladó a estudiar derecho civil en las universidades de Perusa y Boloña, donde estudió con el maestro Iacopo Bottrigari. El 10 de noviembre de 1334, con apenas veintiún años, completó sus estudios y recibió el grado de legum doctor (o doctor en derecho), con la tradicional imposición de la toga y el anillo. En 1339 comenzó a dar lecciones de derecho en Pisa y luego en Perusa, en esta última obtuvo la ciudadanía honoraria en 1348.
En 1355, el sacro emperador Carlos IV lo nombró su consiliarius en la corte imperial de Praga, donde también se reunieron muchos italianos, como Petrarca, Cola di Rienzo, Giovanni de Marignolli, Pietro della Rocca y Niccolò da Ferrara, que constituyeron «a ejemplo nuestro, las primeras líneas del futuro humanismo alemán», precisamente en la cancillería del obispo Juan de Neumarkt.
En Perusa tuvo como discípulos, entre otros, a Balde de Ubaldis y a sus hermanos Ángel y Pedro de Ubaldis. Bártolo murió el 13 de julio de 1357 a la edad de 43 años y fue enterrado en la iglesia de San Francisco con un monumento con la inscripción «Ossa Bartoli».

## Legado

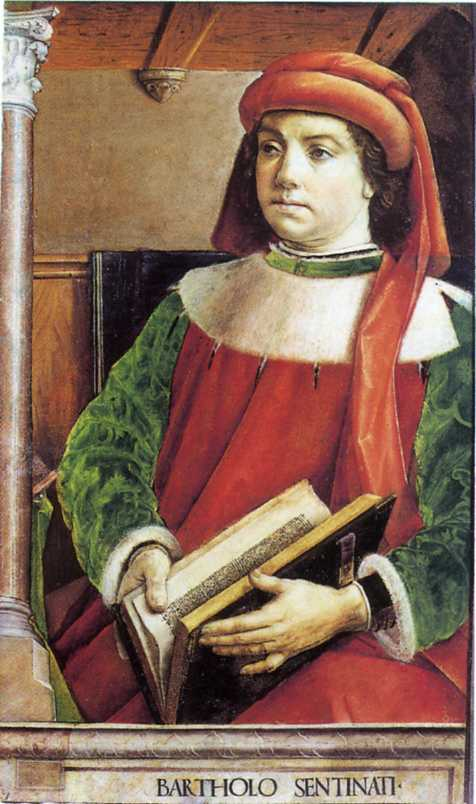
Bartholo sentinati. Bártolo retratado en el estudio de Federico da Montefeltro.

A pesar de su corta vida, Bártolo dejó un extraordinario número de obras. Escribió comentarios sobre todas las partes del Corpus iuris civilis de Justiniano. También escribió numerosos tratados sobre temas específicos. Entre ellos se encuentra su famoso libro sobre el derecho relativo a los ríos (De fluminibus seu Tyberiadis). También fue un prolífico autor de dictámenes jurídicos (se conocen al menos cuatrocientas opiniones legales o consilia) escritos a petición de particulares.
Son muy relevantes sus conceptos jurídicos sobre las relaciones entre iglesia e imperio, y con su famoso tratado sobre las represalias, el Tractatus represaliarum, se consagró como uno de los fundadores del derecho internacional privado. Fue responsable de la introducción de un gran número de nuevos conceptos jurídicos que ahora han pasado a formar parte de la tradición jurídica europea. Particularmente en zonas de conflictos jurisdiccionales —campo de gran relevancia en la Italia del siglo XIV— en las que cada ciudad-Estado tenía sus propios estatutos y costumbres.
Bártolo también se ocupó de diversas cuestiones de derecho constitucional. En su tratado De insigniis et armis, no solo abordó el derecho de armas heráldicas, sino también algunos problemas del derecho de marcas. También escribió sobre cuestiones políticas, incluida la legitimidad de los gobiernos municipales, las divisiones partidistas y los regímenes de los pequeños tiranos de Italia. Su pensamiento político equilibró el respeto al Sacro Imperio Romano Germánico con la defensa de la legitimidad de los gobiernos locales italianos.
Ya famoso en su época, Bártolo fue considerado lucerna iuris tras su muerte, también monarca iuris e in legibus ut terrestre numen. Desde los incunables napolitanos hasta los incunables venecianos, sus obras se difundieron por todas las facultades de derecho europeas, donde fueron objeto de estudio a la par de los textos del derecho romano. En el siglo XV la fama de Bártolo creció enormemente: se le llamó el «oráculo de Apolo» y el «espejo de la ley»; algunos historiógrafos de la época lo compararon con Cicerón, Homero y Virgilio. Un siglo más tarde, las universidades de Boloña, de Padua y de Turín incluso establecieron cursos sobre él. Semejante fama aún no tiene comparación para un jurista posromano.
Los estatutos españoles de 1427/1433 y portugueses de 1446 preveían que en los casos de jurisprudencia dudosa prevalecerían los comentarios de Bártolo —como ya había sucedido un milenio antes con Papiniano— y que todo juez debía adherirse necesariamente a ellos. Incluso en Inglaterra, donde no era aplicable el sistema de Bártolo, el jurista gozaba de gran estima. Su influencia se puede ver en las obras de eruditos como Alberico Gentili y Richard Zouche.
Él y su discípulo Balde de Ubaldis definieron un conjunto de normas que reforzaban la independencia y autonomía recíprocas de las ciudades-Estado del norte de Italia, pero que se convirtieron en la piedra angular de una disciplina común establecida por el Sacro Imperio Romano Germánico. Si bien las ciudades-Estado eran autónomas internamente, sus relaciones mutuas estaban regidas por el emperador.
Tampoco faltaron las reelaboraciones artísticas de la figura de Bártolo. Su nombre ha sido atribuido a numerosos personajes de abogados pedantes de la comedia del arte italiana; por ejemplo, don Bartolo en El barbero de Sevilla y Las bodas de Fígaro de Pierre-Augustin de Beaumarchais, y de ahí las óperas El barbero de Sevilla de Gioachino Rossini y Las bodas de Fígaro de Wolfgang Amadeus Mozart.

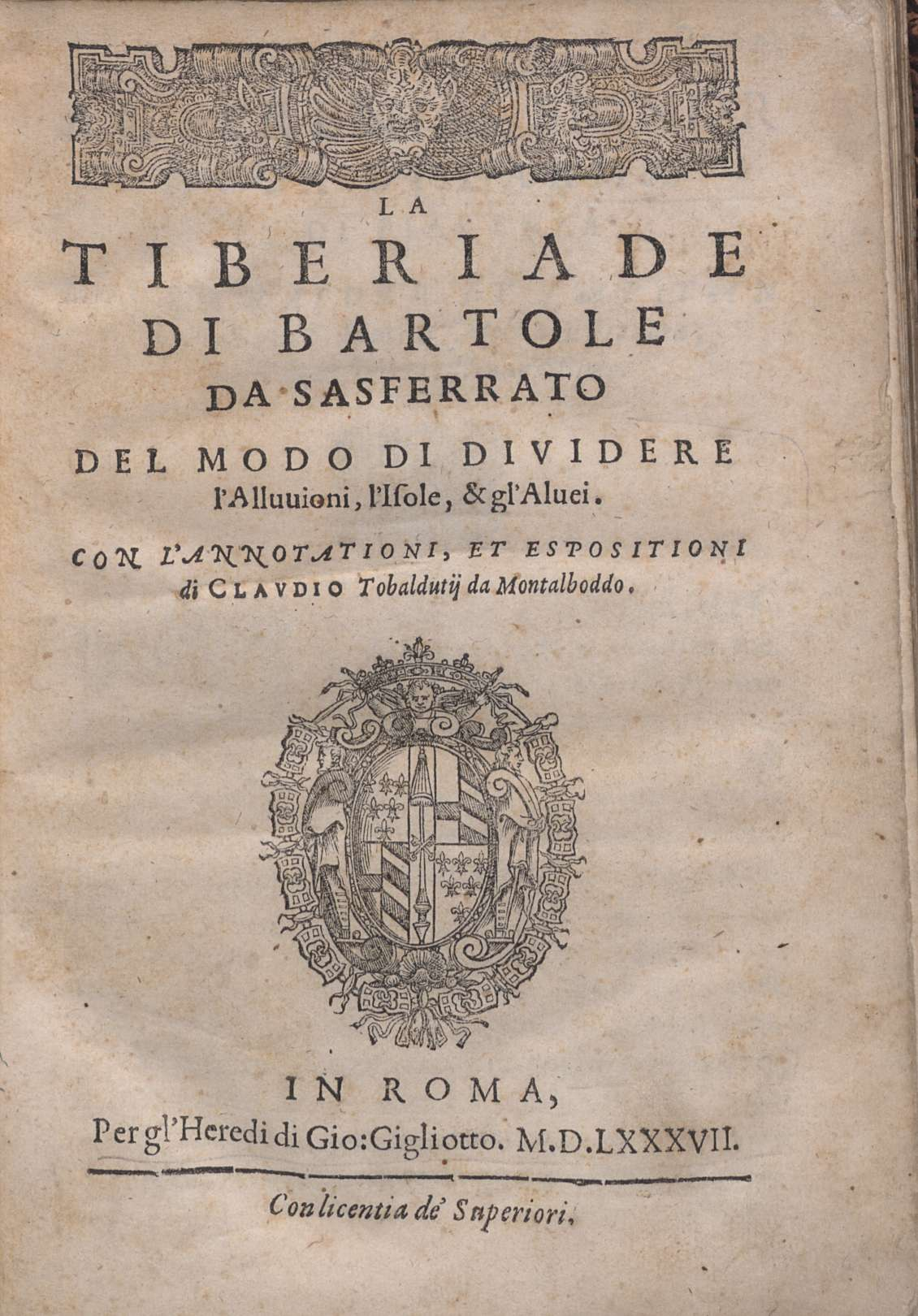
La Tiberiade di Bartole da Sasferrato del modo di dividere l'alluuioni, l'isole, & gl'aluei, edición de 1587.

## Crítica
El humanista y jurista francés Jacobo Cujas dirigió fuertes críticas a Bártolo y sus seguidores. Estas críticas se inscriben en un desafío general al mos italicus, el método tradicional de enseñanza de las facultades de derecho italianas, en favor del mos gallicus, el de la llamada escuela de jurisprudencia de culto o humanista. Cujas siempre fue partidario de un enfoque rígidamente filológico de los textos justinianos, típico de los historiadores del derecho. No faltaron críticas, especialmente por parte de Alberico Gentili, hacia un punto de vista similar, puramente histórico, respecto del derecho romano, que en aquella época, en Italia y en otros lugares, seguía siendo una fuente plenamente válida.

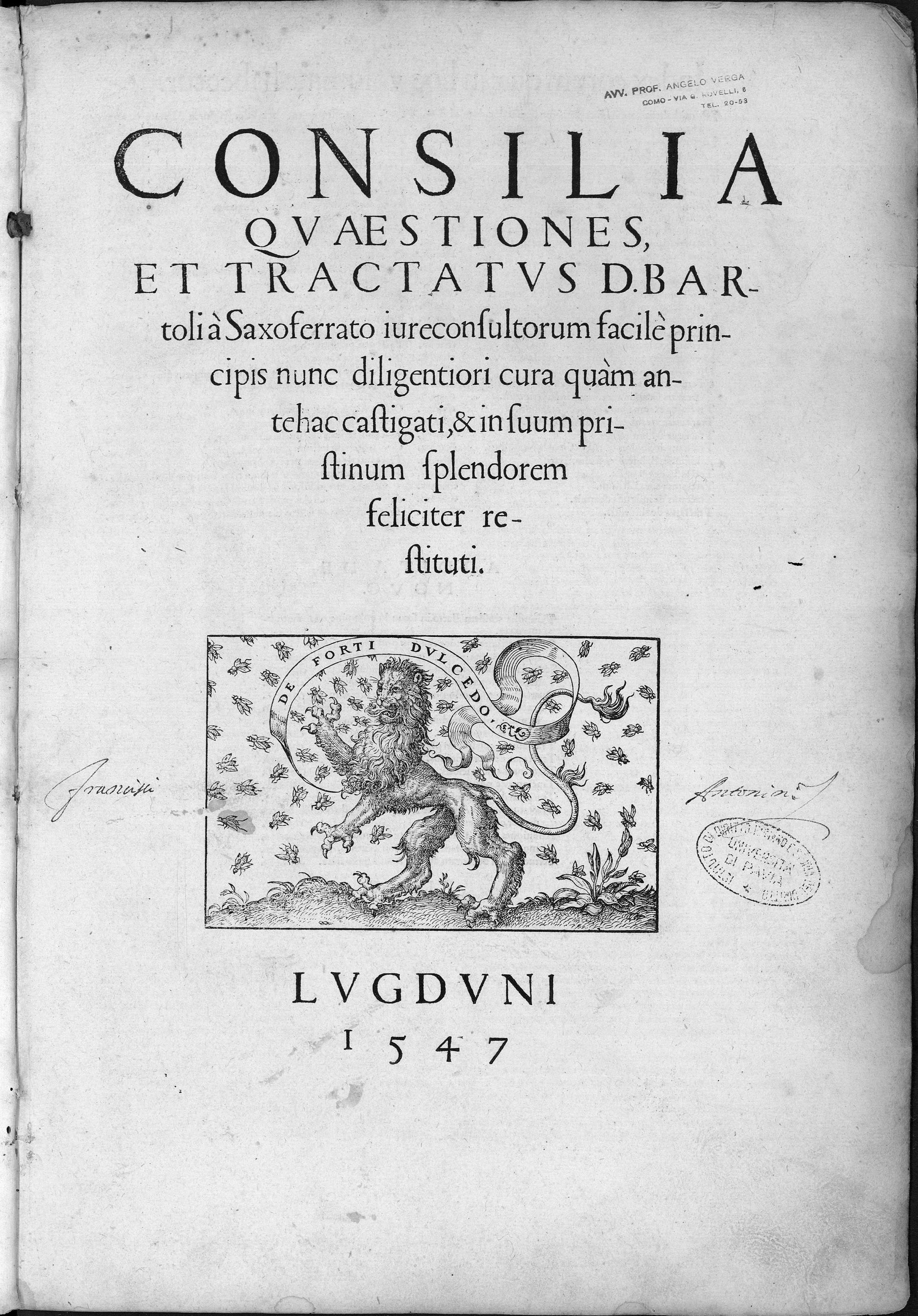
Consilia, quaestiones et tractatus, 1547.

## Obras

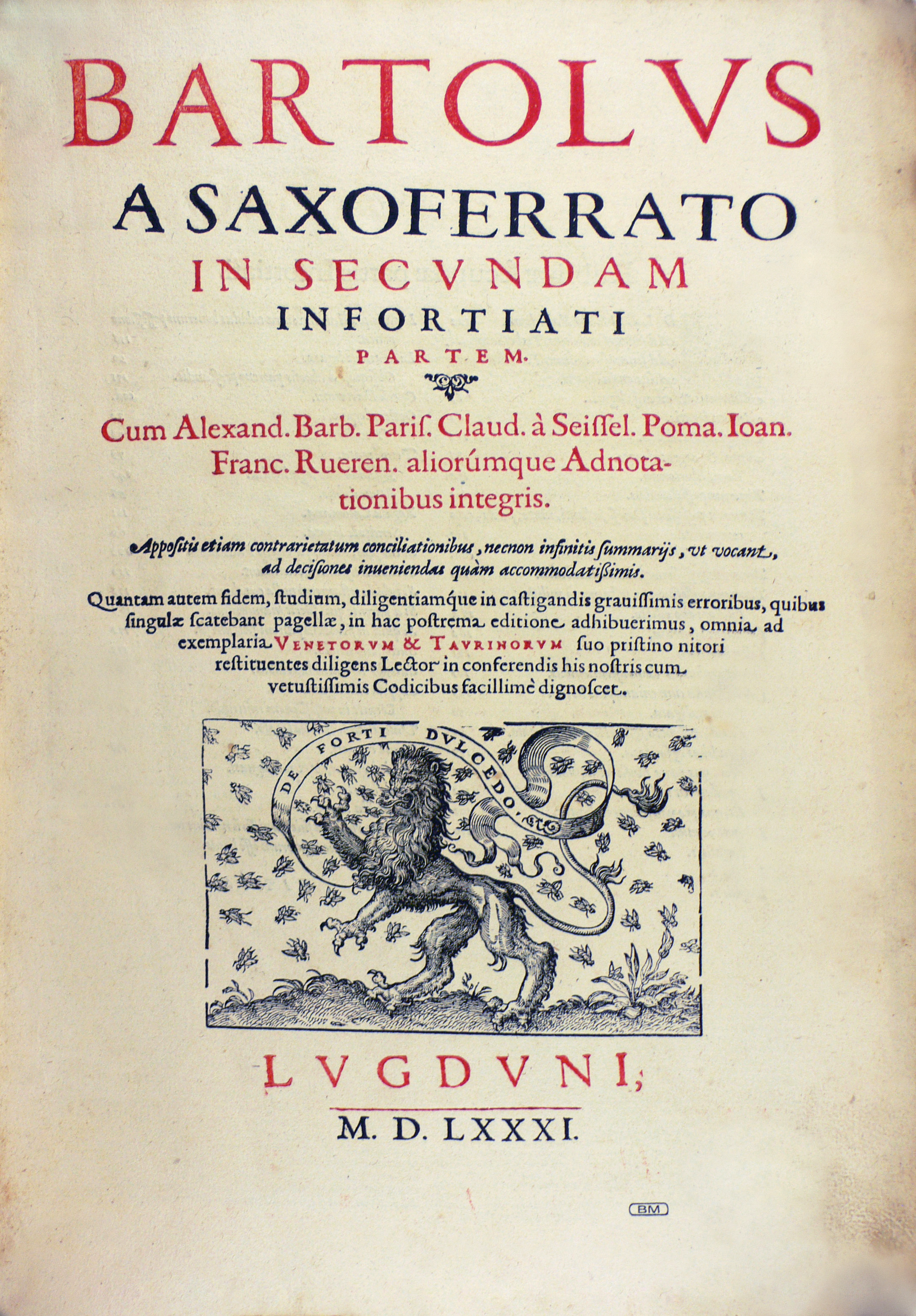
Opera omnia, 1581 (Fundación Mansutti, Milán).

El repertorio de obras de Bártolo de Saxoferrato es muy extenso. Lejos de ser una lista completa, para el derecho penal se recuerda, sobre todo, De quaestionibus; para el derecho canónico, De minoritis; para el derecho público, De regimine civitatis, De tyranno y De statutis; para los particulares, De successione y De praescriptionibus; y para el derecho procesal, De iurisdictione, De arbitris, De natura actionis y De citatione.

### Tractatus represaliarum
El Tractatus represaliarum adquiere una importancia muy particular como texto fundacional del derecho internacional privado moderno. Los filólogos tienen dudas sobre la datación de la obra. En otros textos, Bártolo cita frecuentemente el Tractatus represaliarum como una obra terminada, lo que deja en duda sobre la fecha de compilación definitiva (1354), si se compara con la de la muerte de Bártolo (1357).
Hay una fuerte continuidad entre las tesis defendidas en el texto y la doctrina contemporánea y posterior —de Balde de Ubaldis, por ejemplo, pero también de Bártolo—. Bártolo busca en esta obra apoyos filosóficos y teológicos para fundamentar jurídicamente la ley del talión, pero el trabajo resulta arduo, también y, sobre todo, a causa del clima de la extraordinaria incertidumbre política y militar de la época. A diferencia de otras obras anteriores, que se caracterizan por el carácter innovador de su elaboración jurídica y doctrinal, el Tractatus represaliarum parece ser un intento de reorganizar y racionalizar teorías ya expresadas en decenas de comentarios anteriores.
Para Bártolo, la disciplina del derecho al talión se divide en diez cuestiones:
- legalidad de las represalias
- razones justificativas
- aspecto jurisdiccional
- método de concesión
- legitimidad activa
- legitimación pasiva
- extensión del derecho de recurso a las propiedades del infractor
- veces
- maneras o modos
- posibles soluciones.

La complejidad del texto —enriquecido por reflexiones sobre la ciudadanía, el estudio y la protección jurídica de los órganos diplomáticos y religiosos— hace del Tractatus represaliarum un elemento absolutamente fundamental para comprender la evolución del derecho internacional privado a lo largo de la historia.

## Miscelánea
La palabra castellana bártulos, usada para referirse al conjunto de utensilios, instrumentos o enseres de uso cotidiano que le pertenecen a una persona o que los utiliza en una actividad determinada, tiene su origen en el nombre del jurista italiano Bártolo de Saxoferrato, pues sus libros eran de uso común para abogados, peritos, etc., en las universidades. Desde el siglo XVI, ya se registraba esta voz con los significados de ‘libros de estudio’, ‘argumentos jurídicos’ y ‘alhajas o negocios’.